# 天主教霍馬貝教區
天主教霍馬貝教區（拉丁語：Dioecesis Homa Bayensis）是肯亞一個羅馬天主教教區，屬基蘇木總教區。
教區成立於1993年10月18日，包括霍馬貝縣和米戈里縣。2006年有399,273名教友（佔轄區總人口20.2%）、廿五個堂區、五十一名司鐸。現任教區主教為斐理伯·阿諾·蘇比拉·安約洛。